# Mikrosvamp

Mikrosvamp är en eukaryot mikroorganism. Exempel på mikrosvampar är jästsvamp, mögelsvampar. 
Största delen av mikrosvampiska organismer är antingen parasiter eller nedbrytare. Vissa är patogena, men sammanlagt är det något hundratal som ger upphov till sjukdomar hos en människa. Typiska svampsjukdomar är hudsjukdomar eller mögelallergier. 
Mögelsvampar kan orsaka också ekonomiska problem, genom att förstöra byggnader och livsmedel. 
Till jästsvamparnas grupp hör svampar som lever största delen av sitt liv som encelliga organismer, medan mögelsvamparna består däremot av celler som fäster sig i varandra i långa kedjor. Utmärkande för jäst och mögelsvampra, svampar i allmänhet är att de har en cellvägg av kitin och att de inte kan assimilera. Svamparna är alltså heterotrofa organismer.